# Nicolas Fieschi
Nicolas Fieschi, ou Nicolas de Fiesque (Gênes, 1456 – Rome, 15 juin 1524) est un cardinal et archevêque catholique italien appartenant à la famille de la noblesse génoise des Fieschi.

## Biographie
Il est le fils du patricien Giacomo Fieschi et le frère de sainte Catherine de Gênes.
Il fut ambassadeur de la république de Gênes en France. À partir de 1484, il fut évêque de divers diocèses français : en 1484 à Toulon, en 1485 à Fréjus, puis en 1488 à Agde, puis à nouveau à Fréjus de 1495 à 1511, lorsqu'il renonça en faveur de son neveu Urbano ii Fieschi. De 1504 à sa mort, il fut administrateur apostolique du diocèse d'Agde, de 1507 à 1509 de celui de Sénez, de 1510 à 1518 il fut administrateur apostolique de l'archevêché d'Embrun, de 1518 à sa mort, il fut administrateur apostolique du diocèse de Toulon.
Créé cardinal-diacre par le pape Alexandre vi le 31 mai 1503, il assuma jusqu'à sa mort en 1524 d'importantes charges dans la Curie romaine, devenant l'un des plus proches collaborateurs du pape Jules ii, à la mort duquel, en 1513, il fut présenté comme l'un de ses possibles successeurs.
Dans le même temps, il fut cardinal-évêque de diverses diocèses suburbicaires : Albano (1518), Sabina (1521), Porto et Santa Rufina (1523) et enfin Ostie (1524) (il fut donc doyen du Collège des cardinaux pendant un mois).
De 1516 à novembre 1517, il fut archevêque de Ravenne, charge à laquelle il renonça en faveur de son neveu Urbano ii Fieschi. De 1515 à 1519, il est le quatorzième abbé (commendataire) de l'ordre de Grandmont.
Il est mort à Rome le 15 juin 1524 et fut inhumé dans la basilique Sainte-Marie-du-Peuple.

## Succession apostolique
Nicolas Fieschi a ordonné les évêques suivants :
- Cardinal Tommaso De Vio, O.P. (1518)
- Cardinal Jacopo Sadoleto (1520)
- Évêque Cesare Trivulzio (1523)